# José María Orantes
José María Orantes Guzmán (Fraijanes, 1815-Ciudad de Guatemala, 12 de octubre de 1886) fue un militar guatemalteco, nombrado presidente interino de la república de Guatemala del 23 de junio de 1882 al 5 de enero de 1883. Fue designado por la Asamblea Nacional de Guatemala como sustituto del presidente Justo Rufino Barrios durante su ausencia del país. Justo Rufino Barrios tuvo que salir para Nueva York con el fin de firmar el tratado de límites con México, el 12 de agosto de 1882. Orantes devolvió el poder al General Justo Rufino Barrios a su regreso el 6 de enero de 1883.